# リンダ・シーリー
リンダ・シーリー（Linda Schele、1942年10月30日 - 1998年4月18日）は、アメリカ合衆国のマヤ文字碑文研究者。

## 生涯
シーリーはテネシー州ナッシュビルに生まれた。結婚前の姓はリッチモンドだった。1968年にシンシナティ大学の修士の学位を取得し、同じ年に建築家のデイヴィッド・シーリーと結婚した。シーリーは南アラバマ大学でファイン・アートを教えていたが、1970年のクリスマス休暇を夫や学生たちとともにメキシコで過ごしたときにパレンケを訪れてその魅力に引かれ、マヤ研究の道にはいった。
リンダ・シーリーはパレンケでマール・グリーン・ロバートソンと知りあい、彼女が設立者である1973年の第1回パレンケ円卓会議に出席した。このとき、シーリーはピーター・マシューズおよびフロイド・ラウンズベリーと協力して、パレンケの王統の歴史を明らかにした。
1977年にはナンシー・トロイキとともにテキサス大学オースティン校内にマヤ文字ワークショップを設立した。
1980年にマヤ文字碑文の動詞研究によってテキサス大学オースティン校のラテンアメリカ学の博士の学位を取得した。博士論文は1982年に出版され、全米出版社協会の賞を受賞した。1981年から同大学の美術・美術史学部で教え、1988年に教授に昇任した。
マヤ文字が読めるようになるにつれ、マヤがそれまで考えられていたような暦と天文学を中心とした平和な文明ではなく、しばしば戦争を行って、捕虜を虐待したり生贄にしたりしていたことが明らかになっていった。シーリーが手伝った1986年のキンベル美術館の展覧会は最新の見方を反映したものになり、イェール大学のメアリー・ミラーと共著で書いた図録『王たちの血』(The Blood of Kings)は大きな反響を呼んだ。
特に現代のマヤ語話者がマヤ文字を読めるようにするため、シーリーはニコライ・グルーベらとともにメキシコとグアテマラでもマヤ文字のワークショップを開いた。
1998年に膵癌のために死亡した。55歳だった。

## 主な著書
- The Bodega of Palenque. Dumbarton Oaks. (1979). ISBN 0884020851（ピーター・マシューズと共著）
- Maya Glyphs: The Verbs. University of Texas Press. (1982). ISBN 0292750668（博士論文）
- The Blood of Kings: Dynasty and Ritual in Maya Art. G. Brazier. (1986). ISBN 0807612782（メアリー・ミラーと共著、展覧会の図録）
- A Forest of Kings: The Untold Story of the Ancient Maya. William Morrow. (1990). ISBN 0688112048（David Freidel と共著）
- Maya Cosmos: Three Thousand Years on the Shaman's Path. William Morrow. (1993). ISBN 0688100813（David Freidel, Joy Parker と共著）
- Hidden Faces of the Maya. Alti Publishing. (1998). ISBN 1883051169
- The Code of Kings: The Language of Seven Sacred Maya Temples and Tombs. Scribner. (1998). ISBN 068480106X（ピーター・マシューズと共著）